# عثمان پاموک‌اوغلو
عثمان پاموک‌اوغلو (به ترکی استانبولی: Osman Pamukoğlu) یک فرمانده بازنشسته ارتش ترکیه ای است که به دلیل رهبری عملیات نظامی علیه پ.ک.ک در جنوب شرقی ترکیه و عراق و حمایت از تخلیه مناطق روستایی اکثریت کردنشین به عنوان بخشی از استراتژی ضد شورش شهرت دارد.     او پس از بازنشستگی از وظیفه فعال، او به عنوان یک ناسیونالیست دست راستی وارد سیاست شد،   حزب حقوق و برابری را تأسیس کرد و از «راه حل نظامی بی رحمانه برای مشکلات اجتماعی-سیاسی جاری» دفاع کرد. 